# Vrdila
Vrdila (cyr. Врдила) – wieś w Serbii, w okręgu raskim, w mieście Kraljevo. W 2011 roku liczyła 853 mieszkańców.